# Светлен (Кирджалійська область)
Све́тлен (болг. Светлен) — село в Кирджалійській області Болгарії. Входить до складу общини Кирково.

## Населення
За даними перепису населення 2011 року у селі проживали 23 особи, усі — турки.
Розподіл населення за віком у 2011 році:
Динаміка населення: